# Salvador Moncada

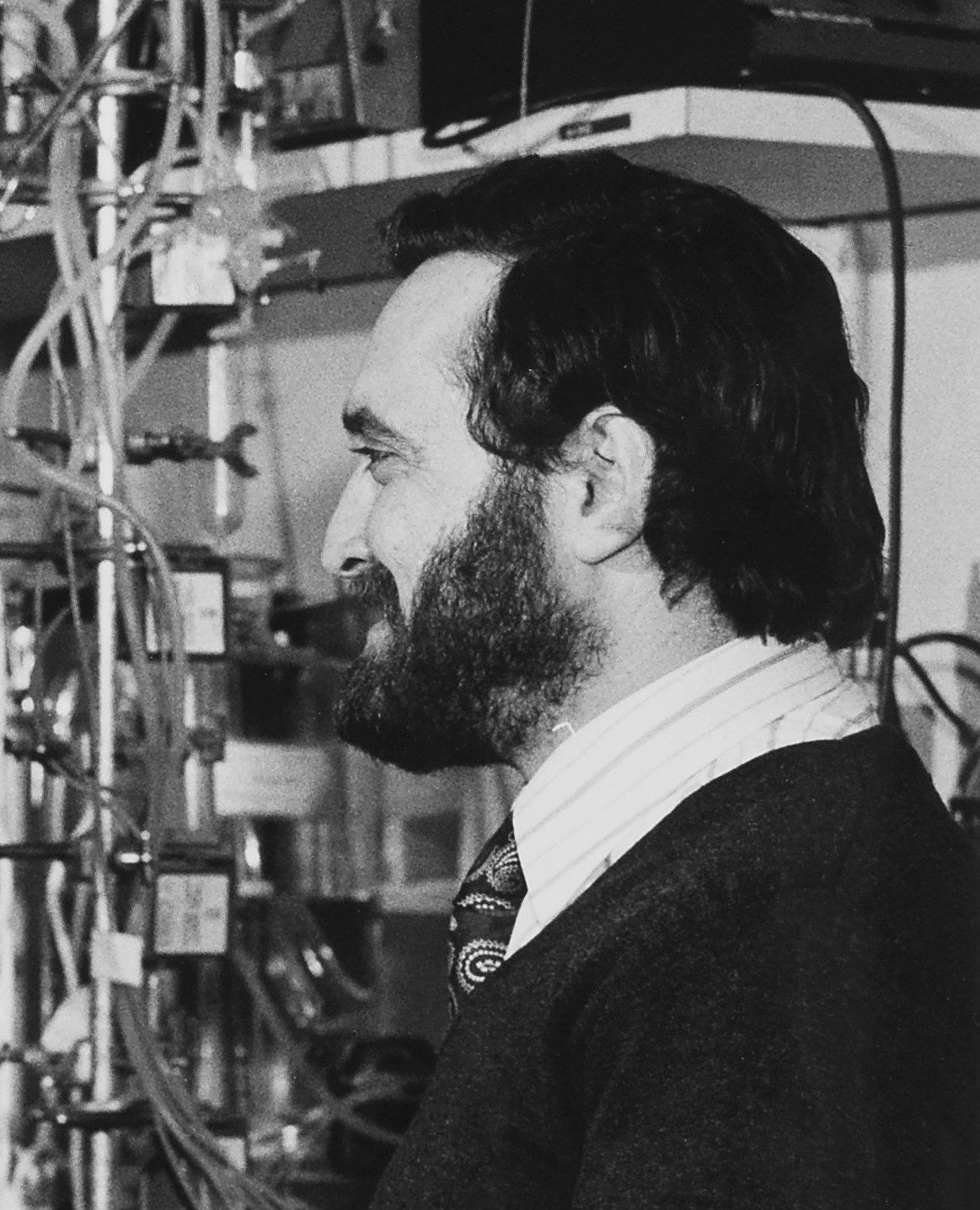
Salvador Moncada

Sir Salvador Enrique Moncada (Tegucigalpa, 3 december 1944) is een Brits-Hondurees wetenschapper.
Salvador Moncada werd geboren in de Hondurese hoofdstad Tegucigalpa in 1944. Hij verliet zijn thuisland na zijn studie medicijnen te hebben afgerond en ging in 1973 farmacie studeren in Londen. Hij promoveerde in 1983. Op een colloquium in Argenteuil ontmoette hij de Belgische prinses Marie Esmeralda. Het koppel huwde in 1998 in Londen. Zij hebben twee kinderen.
- Alexandra Léopoldine (4 augustus 1998),
- Leopoldo Daniel (21 mei 2001).